# دوار (آیووا)
دوار (به انگلیسی: Dewar) یک منطقهٔ مسکونی در ایالات متحده آمریکا است که در شهرستان بلک هاک، آیووا واقع شده‌است. دوار ۲۷۰٫۹۷ متر بالاتر از سطح دریا واقع شده‌است.